# Библиотека университета Мюнхена
Библиотека университета Мюнхена (также Библиотека Мюнхенского университета; нем. Universitätsbibliothek der LMU München, ранее нем. Universitätsbibliothek München) — публичная научная библиотека, являющаяся частью Мюнхенского университета имени Людвига и Максимилиана (LMU), расположенного в Баварии; обладает фондом в 5,0 миллионов носителей информации, хранящихся в 15-ти отделениях, и входит в состав Баварской библиотечной сети (BVB); является третьей по размеру библиотекой земли — после Баварской государственной библиотеки и библиотеки университета Эрлангена — Нюрнберга. Ведёт свою историю от библиотеки факультета искусств, созданной через год после основания Ингольштадтского университета, в 1473 году; была основана как общеуниверситетская библиотека в 1573 году.

## История
Через год после основания Ингольштадтского университета, в 1473, в нём была создана библиотека художественного факультета (Artistenfakultät). В 1573 году вице-канцлер университета Мартин Эйзенгрейн (1535—1578) инициировал создание дополнительной общеуниверситетской библиотеки, которая должна была обеспечить светских профессоров университета свободным доступом к книгам. Основу новой библиотеки составила книжная коллекция Аугсбургского епископа Иоганна Эгольфа фон Кнерингена, насчитывавшая 6062 тома — и новая библиотека получила название «Knöringensche Universitätsbibliothek». В 1773 году, после роспуска ордена иезуитов, библиотека ордена, расположенная в Ингольштадте, была передана в университетское собрание.
В 1799 году университет переехал из Ингольштадта в Ландсхут: с 1800 по 1826 год библиотека размещалась в помещениях недавно закрытого доминиканского монастыря. Во время секуляризации в Баварии произошло значительное увеличение книжного собрания: по указу от 1803 года университетская библиотека получила право «перенять» тома из библиотек многочисленных закрытых баварских монастырей, если Мюнхенская придворная библиотека была в них не заинтересована. Библиотека также получила книги из монастыря Зелигенталь, а также — из францисканского Монастырь Святых Петра и Павла и Доминиканского монастыря, располагавшихся в Ландсхуте.
В итоге, при переезде в Мюнхен в 1826 году, собрание выросло до 130 000 томов. В баварской столице библиотека первоначально размещалась в здании бывшего иезуитского колледжа на улице Нойхаузер-штрассе. В 1840 году университетская библиотека переехала в недавно построенное здания университета на улице Людвигштрассе. Современное здание библиотеки было построено в 1892 год: в 1925 году библиотека университета Мюнхена была крупнейшей университетской библиотекой в Германии, чья коллекция насчитывала около 831 000 томов.

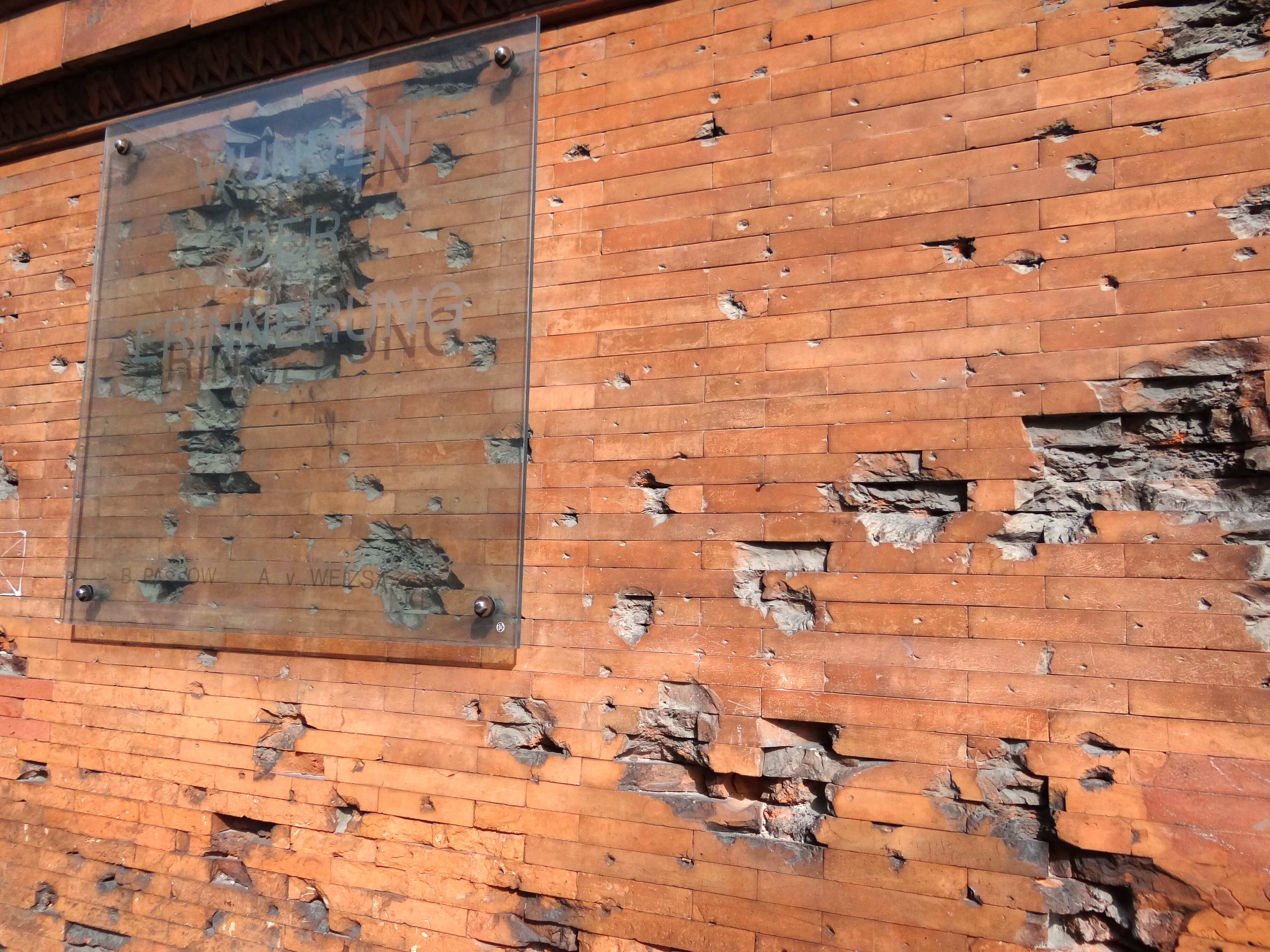
«Wunden der Erinnerung»: сохранённые следы военных разрушений на здании (2012)

После прихода к власти в Германии национал-социалистов, в 1933 году, руководство библиотеки уволило «евреев», в соответствии с новым законом о государственной службе (Gesetz zur Wiederherstellung des Berufsbeamtentums). Во время Второй мировой войны книжное собрание получило значительные повреждения: около 400 000 томов были уничтожены в результате пожаров от зажигательных бомб, поскольку не были приняты защитные меры. В 1945 году произошло повторное открытие библиотеки, разместившейся во временных помещениях — ремонт повреждений, нанесенных войной, занял несколько десятилетий.
В 1967 году было открыто собственное библиотечное здание; в 1970 году университетская библиотека вернула статус, достигнутый в 1942 году, собрав более миллиона книг. Начиная с 1976 года, началось составление полного каталога журналов для университетской библиотеки, библиотеки Технического университета и Баварской государственной библиотеки. С 1980 года началось сотрудничество с более чем двумя сотнями университетских библиотек мира, расширяющееся и в XXI века. Первая специализированная библиотека в рамках Библиотеки университета Мюнхена открылась в 1985 году — ею стала специальная библиотека по психологии и образованию.